# Марія Хосе Архері
Марія Хосе Архері (ісп. María José Argeri; нар. 16 липня 1984) — колишня аргентинська тенісистка.
Найвищу одиночну позицію світового рейтингу — 149 місце досягла 11 вересня 2006, парну — 105 місце — 25 вересня 2006 року.
Здобула 10 одиночних та 25 парних титулів туру ITF.
Завершила кар'єру 2012 року.

## Фінали ITF

### Одиночний розряд: 18 (10–8)
| Легенда          |
| ---------------- |
| турніри $100,000 |
| турніри $75,000  |
| турніри $50,000  |
| турніри $25,000  |
| турніри $10,000  |

| Фінали за покриттям |
| ------------------- |
| Тверде (6–4)        |
| Ґрунт (4–4)         |
| Трава (0–0)         |
| Килим (0–0)         |

| Результат | Дата              | Турнір                          | Покриття   | Суперниця                  | Рахунок       |
| --------- | ----------------- | ------------------------------- | ---------- | -------------------------- | ------------- |
| Перемога  | 16 червня 2002    | Кане-ан-Руссійон, Франція       | Ґрунт      | Лаура Роккі                | w/o           |
| Перемога  | 28 липня 2003     | Понтеведра, Іспанія             | Тверде     | Лурдес Домінгес Ліно       | 6–3, 2–6, 6–2 |
| Перемога  | 8 вересня 2003    | Сантьяго, Чилі                  | Ґрунт      | Женіфер Віджажа            | 7–5, 6–1      |
| Перемога  | 19 жовтня 2003    | Валенсія (Венесуела), Венесуела | Тверде     | Жаклін Фройліх             | 6–2, 6–3      |
| Перемога  | 9 серпня 2004     | Каракас, Венесуела              | Тверде     | Соледад Есперон            | 6–4, 6–2      |
| Перемога  | 12 вересня 2004   | Сантьяго, Чилі                  | Ґрунт      | Бетіна Хосамі              | 6–4, 7–5      |
| Поразка   | 4 жовтня 2004     | Сьюдад-Хуарес, Мексика          | Ґрунт      | Марія Фернанда Алвеш       | 5–7, 3–6      |
| Перемога  | 18 жовтня 2004    | Гоянія, Бразилія                | Ґрунт      | Естефанія Бальда Альварес  | 6–2, 6–4      |
| Поразка   | 24 жовтня 2004    | Флоріанополіс, Бразилія         | Ґрунт      | Ларісса Карвальйо          | 6–2, 2–6, 5–7 |
| Перемога  | 4 квітня 2005     | Порту, Португалія               | Тверде     | Марайке Біґльмаєр          | 6–3, 6–1      |
| Поразка   | 17 липня 2005     | Гамільтон (Онтаріо), Канада     | Ґрунт      | Александра Возняк          | 1–6, 2–6      |
| Поразка   | 24 липня 2005     | Кампус-ду-Жордау, Бразилія      | Тверде     | Марія Фернанда Алвеш       | 3–6, 5–7      |
| Поразка   | 25 вересня 2005   | Маккай (Квінсленд), Австралія   | Тверде     | Кейсі Деллаква             | 6–1, 3–6, 0–6 |
| Перемога  | 23 жовтня 2005    | Мехіко, Мексика                 | Тверде     | Александра Возняк          | 6–4, 4–0 ret. |
| Поразка   | 16 квітня 2006    | Сан-Луїс-Потосі (штат), Мексика | Ґрунт      | Марія Хосе Мартінес Санчес | 2–6, 6–4, 2–6 |
| Перемога  | 23 липня 2006     | Кампус-ду-Жордау, Бразилія      | Тверде     | Бетіна Хосамі              | 4–6, 6–2, 6–3 |
| Поразка   | 14 жовтня 2007    | Сальтільйо, Мексика             | Тверде     | Тетяна Лужанська           | 3–6, 5–7      |
| Поразка   | 11 листопада 2007 | Торонто, Канада                 | Тверде (i) | Сабіне Лісіцкі             | 4–6, 4–6      |

### Парний розряд: 34 (25–9)
| Легенда          |
| ---------------- |
| турніри $100,000 |
| турніри $75,000  |
| турніри $50,000  |
| турніри $25,000  |
| турніри $10,000  |

| Фінали за покриттям |
| ------------------- |
| Тверде (14–5)       |
| Ґрунт (11–4)        |
| Трава (0–0)         |
| Килим (0–0)         |

| Результат | Дата              | Турнір                               | Покриття   | Партнерка          | Суперниці                                   | Рахунок              |
| --------- | ----------------- | ------------------------------------ | ---------- | ------------------ | ------------------------------------------- | -------------------- |
| Поразка   | 16 червня 2002    | Кане-ан-Руссійон, Франція            | Ґрунт      | Драгиця Йоксимович | Олівія Крушан Клер Жалад                    | 6–3, 6–7(4–7), 1–6   |
| Перемога  | 30 червня 2003    | Камарго (Кантабрія), Іспанія         | Ґрунт      | Вероніка Сп'єхель  | Лурдес Паскуаль-Родрігес Даніелле Штейнберг | 6–2, 6–3             |
| Перемога  | 27 липня 2003     | Анкона, Італія                       | Ґрунт      | Джулія Меруцці     | Петра Диздар Матея Межак                    | 6–3, 6–3             |
| Перемога  | 8 вересня 2003    | Сантьяго, Чилі                       | Ґрунт      | Летісія Собрал     | Андреа Бенітес Вірхінія Донда               | 6–2, 6–2             |
| Поразка   | 26 жовтня 2003    | Каракас, Венесуела                   | Тверде     | Летісія Собрал     | Зузана Черна Ева Грдінова                   | w/o                  |
| Перемога  | 23 лютого 2004    | Лас-Пальмас-де-Гран-Канарія, Іспанія | Ґрунт      | Летісія Собрал     | Естер Мольнар Марія Вольфбрандт             | 6–3, 6–3             |
| Перемога  | 25 травня 2004    | Кампобассо, Італія                   | Ґрунт      | Летісія Собрал     | Емілія Дезідеріо Клаудія Івоне              | 6–0, 6–1             |
| Перемога  | 9 серпня 2004     | Каракас, Венесуела                   | Тверде     | Летісія Собрал     | Марсела Еванжеліста Карла Тіене             | 6–4, 6–3             |
| Перемога  | 16 серпня 2004    | Гуаякіль, Еквадор                    | Тверде     | Летісія Собрал     | Марсела Еванжеліста Карла Тіене             | 6–3, 6–1             |
| Перемога  | 23 серпня 2004    | Ла-Пас, Болівія                      | Ґрунт      | Летісія Собрал     | Марсела Еванжеліста Карла Тіене             | 6–1, 6–3             |
| Перемога  | 6 вересня 2004    | Сантьяго, Чилі                       | Ґрунт      | Летісія Собрал     | Бруна Колозіу Ана Лусія Мільяріні де Леон   | 6–2, 6–0             |
| Перемога  | 18 жовтня 2004    | Гоянія, Бразилія                     | Ґрунт      | Летісія Собрал     | Жоана Кортез Марсела Еванжеліста            | 6–3, 6–3             |
| Перемога  | 24 жовтня 2004    | Флоріанополіс, Бразилія              | Ґрунт      | Летісія Собрал     | Ларісса Карвальйо Женіфер Віджажа           | 2–6, 6–4, 7–5        |
| Перемога  | 4 квітня 2005     | Порту, Португалія                    | Тверде     | Летісія Собрал     | Аннетте Кольб Лаура Цельдер                 | 7–6(8–6), 6–1        |
| Перемога  | 11 квітня 2005    | Порту, Португалія                    | Тверде     | Летісія Собрал     | Лісанне Балк Суріна Де Беер                 | 6–4, 4–6, 7–6(15–13) |
| Поразка   | 15 травня 2005    | Сен-Годан (Верхня Гаронна), Франція  | Ґрунт      | Летісія Собрал     | Клер Каррен Наталі Грандін                  | 3–6, 1–6             |
| Поразка   | 5 червня 2005     | Нанкін, КНР                          | Тверде     | Летісія Собрал     | Чжуан Цзяжун Сє Яньцзе                      | 3–6, 7–6(7–5), 2–6   |
| Перемога  | 9 липня 2005      | Колледж-Парк (Меріленд), США         | Тверде     | Летісія Собрал     | Ешлі Гарклроуд Светлана Кривенчева          | 6–4, 3–6, 7–6(7–1)   |
| Перемога  | 23 липня 2005     | Кампус-ду-Жордау, Бразилія           | Тверде     | Летісія Собрал     | Марія Фернанда Алвеш Фредеріка Пієдаде      | 6–0, 6–2             |
| Перемога  | 8 жовтня 2005     | Сьюдад-Хуарес, Мексика               | Ґрунт      | Летісія Собрал     | Соледад Есперон Ольга Виметалкова           | 7–6(7–1), 6–3        |
| Перемога  | 15 жовтня 2005    | Сьюдад-Вікторія, Мексика             | Тверде     | Летісія Собрал     | Соледад Есперон Валентіна Сассі             | 6–3, 6–4             |
| Перемога  | 22 жовтня 2005    | Мехіко, Мексика                      | Тверде     | Летісія Собрал     | Соледад Есперон Келлі Лігган                | 7–6(7–2), 2–6, 6–0   |
| Поразка   | 12 лютого 2006    | Мідленд (Мічиган), США               | Тверде (i) | Летісія Собрал     | Мілагрос Секера Мейлен Ту                   | 6–4, 5–7, 4–6        |
| Перемога  | 8 квітня 2006     | Коацакоалькос, Мексика               | Тверде     | Летісія Собрал     | Карла Тіене Женіфер Віджажа                 | 6–4, 7–5             |
| Поразка   | 14 травня 2006    | Джунія, Ліван                        | Ґрунт      | Летісія Собрал     | Тетяна Пучек Анастасія Якімова              | 4–6, 6–7(5–7)        |
| Поразка   | 21 травня 2006    | Сен-Годан, Франція                   | Ґрунт      | Летісія Собрал     | Івана Абрамович Алла Кудрявцева             | 2–6, 0–6             |
| Перемога  | 22 липня 2006     | Кампус-ду-Жордау, Бразилія           | Тверде     | Летісія Собрал     | Карла Тіене Женіфер Віджажа                 | 6–3, 6–3             |
| Перемога  | 6 серпня 2006     | Віго, Іспанія                        | Тверде     | Летісія Собрал     | Ларісса Карвальйо Жоана Кортез              | 6–4, 6–3             |
| Перемога  | 13 серпня 2006    | Коїмбра, Португалія                  | Тверде     | Летісія Собрал     | Жоана Кортез Неуза Сілва                    | 7–6(7–4), 7–6(7–5)   |
| Поразка   | 8 жовтня 2006     | Сан-Луїс-Потосі, Мексика             | Тверде     | Карла Тіене        | Монік Адамчак Марі-Ев Пеллетьє              | 7–6(7–2), 4–6, 4–6   |
| Перемога  | 4 листопада 2006  | Мехіко                               | Тверде     | Летісія Собрал     | Марія Фернанда Алвеш Шанелль Схеперс        | 6–3, 7–5             |
| Перемога  | 11 листопада 2006 | Мехіко                               | Тверде     | Летісія Собрал     | Патріція Майр-Ахлайтнер Івонн Мойсбургер    | 6–4, 6–2             |
| Перемога  | 16 червня 2007    | Кампобассо, Італія                   | Ґрунт      | Летісія Собрал     | Сторі Твіді-Єйтс Крістіна Вілер             | 7–5, 6–3             |
| Поразка   | 5 серпня 2007     | Кампус-ду-Жордау, Бразилія           | Тверде     | Летісія Собрал     | Жоана Кортез Роксане Вайзенберг             | 5–7, 0–6             |